# 声優男子ですが…?
『声優男子ですが…?』（せいゆうだんしですが）は、ファミリー劇場にて放送されていた声優によるバラエティ番組。
2014年12月20日にパイロット版を特番として放送。
2015年からレギュラー放送が開始。全4シーズン放送された。なお、一部コンテンツは会員制動画配信サービス「ファミリー劇場CLUB」にて期間限定で公開されている。
2016年12月4日から2017年1月29日までショートアニメが放送された。
2020年2月14日に劇場版が公開。
2020年10月23日にドラマCDプロジェクトが始動し、後に製品化された。

## 概要
女子禁制のシェアハウスという秘密基地に集った7人の若手男性声優による、声を存分に駆使して様々な事に体当たりで挑戦する新感覚の声優ヒューマンバラエティ。
レギュラー放送からは、今をときめく声優男子が集結し、乙女たちに癒し・ときめき・笑顔をお贈りする番組をコンセプトに放送が開始された。

## 出演者
※五十音順。

### 声優男子
上村祐翔
通称：むっちゃん。キャッチコピーは「さわやかプリンス」。イメージカラーは青。
梅原裕一郎
通称：梅ちゃん。キャッチコピーは「低音の貴公子」。イメージカラーは紫。
河本啓佑
通称：コウ。キャッチコピーは「熱血！MY WAY隊長」シーズン2から表記が異なり「わが道をいく熱血隊長」。イメージカラーは緑。
小林裕介
通称：バヤシ。キャッチコピーは「優しきリーダー」。イメージカラーは赤。最年長。
白井悠介
通称：しらいむ。キャッチコピーは「おしゃべりムードメーカー」。イメージカラーは黄。
本城雄太郎
通称：ぽんちゃん。キャッチコピーは「ハニカミ大学生」。イメージカラーは黄緑。最年少にして芸歴は最長。
山本和臣
通称：カズー。キャッチコピーは「ハイトーンボーイ」。イメージカラーはピンク。

### ナレーター
- アンドリュー / 声：諏訪部順一

敷物の虎。場面に応じて小さなぬいぐるみサイズにもなる。語尾に「トラ、タイガー」をつけて喋る他、声優男子に必ず踏まれる。

## パイロット版
リピート放送が繰り返されており、2015年2月分の再放送では未公開映像が追加されたバージョンが放送された。

### コーナー
自己紹介
カメラ前に設置されている一本のマイクに向かい、15秒で紹介する。名前と代表作から始める。
MC担当：白井
質問
街の女性にインタビューして募集した質問にフリップで回答。
MC担当：小林
KO'sキッチン
「今はまっている趣味は？」での回答から急遽派生した河本啓佑によるミニコーナー。6人がトークしている横で一品作り振る舞う。
アドリ部
ダミーヘッド・バイノーラル・マイク（打美江さん20歳）を使用して、お題に沿ったアドリブを披露するエチュード。
MC担当：河本
壁ドン
一人ずつ視聴者目線のカメラに向かって、壁ドンを行い決め台詞を一言。
ヒットチャート
アンドリューによる最新の声優ソング・アニメソング紹介。レギュラー放送でもシーズン1の序盤のみ継続された。

## レギュラー放送
レギュラー放送開始に伴い、6月20日にニコニコ生放送で特番『声優男子ですが…?レギュラー放送開始直前！ニコ生に声優男子が集まってカウントダウンしちゃうよスペシャル！！』と題した公開生放送が行われた。
シーズン1では声にまつわる企画、シーズン2では声優男子自らが考えた企画に挑戦、シーズン3では弱点克服というテーマに沿った企画が行われた。
シーズン2より、7人のオリジナルキャラクターが歌うテーマソング『7人の妖with特撮』が制作された。
シーズン4よりさらちよみ氏描き下ろしの声優男子7人のミニキャラが制作された。

### コーナー
耳つぶ
パイロット版からシーズン2まで行われた。ダミーヘッドマイクを使用し、一人ずつ愛の言葉を囁く。ロケ地を利用して各場所に合わせたシチュエーションで行われる。
開発キャラ会議
7人が妖怪モチーフのキャラクター設定を考案し、イラストレーターのさらちよみがキャラクターのイラストを担当。
声優男子学園
シーズン2で行われた、上村発案のコーナー。学園を舞台に、授業科目に合わせた様々なクイズやゲームを行う。MC担当の河本はジャージ、残る6人は学生服を着用。
先輩と2人きりですが…?
まだまだ若手の声優男子が先輩声優を迎え1対1で対談。色んな話を聞き学んでいく。シーズン2から開始。
妖ニュース
リポーターの稲垣拓哉が7人の妖怪に突撃インタビューする。毎回一人の妖怪が登場して、稲垣に一言セリフを言って去る流れ。
声優男子1分美術館
シーズン3で行われた。毎回一人が引いたお題の絵を1分間で描く。
戦え！声優男子塾
群雄割拠の声優業界を生き残る為に様々な力を身に着ける。最下位の人は最後に罰ゲームを行う。
声優男子お悩みDJ
シーズン4で行われた。毎回一人がラジオDJに扮して視聴者から寄せられた悩みを解決する。

## 放送リスト

### パイロット版
| 初放送日       | VTRゲスト         |
| -------------- | ----------------- |
| 2014年12月20日 | 小野大輔 浪川大輔 |

### レギュラー放送[注 4]
シーズン1（2015年）
| 放送回数 | 初放送日 | コーナー | ゲスト            | スペシャルナレーション |
| -------- | -------- | --- | ----------------- | ---------------------- |
| 第1回    | 6月20日  | 最強 正義のヒーロー選手権！前編（上村・河本・本城・山本） 弟子入りっス「ボイスパーカッション・前編」（梅原・小林・白井）                                                                                              | なし              | なし                   |
| 第2回    | 7月4日   | 最強 正義のヒーロー選手権！後編（上村・河本・本城・山本） 弟子入りっス「ボイスパーカッション・後編」（梅原・小林・白井） 開発キャラ会議「デザインイメージ」                                                           | なし              | なし                   |
| 第3回    | 7月18日  | 最強 正義のヒーロー選手権！前編（2組目)（梅原・小林・白井） 弟子入りっス「ボイスパーカッション・前編（2組目）」（上村・河本・本城・山本） 開発キャラ会議「設定」                                                      | なし              | なし                   |
| 第4回    | 8月1日   | 最強 正義のヒーロー選手権！後編（2組目）（梅原・小林・白井） 弟子入りっス「ボイスパーカッション・後編（2組目）」（上村・河本・本城・山本） 開発キャラ会議「決め台詞」                                                 | なし              | 河本啓祐 山本和臣      |
| 第5回    | 8月15日  | 真夏の納涼スペシャル・前編 お化け屋敷アクターに挑戦・前編（上村・梅原・小林） 弟子入りっス「怪談師・前編」（河本・山本） 開発キャラ会議「完成イラスト披露（上村 白井 本城）」                                         | なし              | なし                   |
| 第6回    | 8月29日  | 真夏の納涼スペシャル・後編 お化け屋敷アクターに挑戦・後編（上村・梅原・小林） 弟子入りっス「怪談師・後編」（河本・山本） 声優あるあるカルタ「え」（上村・白井・本城） 開発キャラ会議「完成イラスト披露（梅原 小林）」 | なし              | なし                   |
| 第7回    | 9月12日  | 即興エア食いグルメレポートバトル・前編（上村・白井・本城/梅原・小林） 開発キャラ会議「完成イラスト披露（河本 山本）」                                                                                                 | なし              | なし                   |
| 第8回    | 9月26日  | 即興エア食いグルメレポートバトル・後編（上村・白井・本城） 開発キャラ会議「アフレコ」 | なし              | 小林裕介 白井悠介      |
| 第9回    | 10月10日 | ビブリオバトル（梅原・河本・白井・山本） 弟子入りっス「動物ものまね・前編」（上村・小林・本城） | なし              | なし                   |
| 第10回   | 10月24日 | 弟子入りっス「動物ものまね・後編」（上村・小林・本城） ブラさんぽ〜耳をすませば〜「inサンシャイン水族館（前編）」（梅原・河本・白井・山本） 声優あるあるカルタ「ち」（上村・白井・本城）                              | なし              | なし                   |
| 第11回   | 11月7日  | ブラさんぽ〜耳をすませば〜「inサンシャイン水族館（後編）」（梅原・河本・白井・山本） ビブリオバトル（2組目）（上村・小林・本城）                                                                                      | なし              | なし                   |
| 第12回   | 11月21日 | アニメイトガールズフェス2015スペシャルステージ | 佐々木望 前野智昭 | 上村祐翔 本城雄太郎    |

シーズン2（2016年）
| 放送回数 | 初放送日 | コーナー | ゲスト   | スペシャルナレーション |
| -------- | -------- | --- | -------- | ---------------------- |
| 第1回    | 2月27日  | 緊急会議！シーズン2はこんな企画がやってみたい！ 上村祐翔プレゼンツ・声優男子学園「国語・逆引き辞書クイズ」 | なし     | なし                   |
| 第2回    | 3月12日  | 山本和臣プレゼンツ・大きな動物とふれあいた〜い！（河本・山本） 先輩と2人きりですが…?「本城雄太郎×木村良平」 上村祐翔プレゼンツ・声優男子学園「体育・エア砲丸投げ」                                                                                 | 木村良平 | なし                   |
| 第3回    | 3月26日  | 山本和臣プレゼンツ・大きな動物とふれあいた〜い！（河本・山本） 先輩と2人きりですが…?「本城雄太郎×木村良平」 上村祐翔プレゼンツ・声優男子学園「体育・エア砲丸投げ」                                                                                 | 木村良平 | なし                   |
| 第4回    | 4月9日   | ビビリ河本は何種類の動物とふれあえるのか！？（河本・山本） 先輩と2人きりですが…?「本城雄太郎×木村良平・完結編」 声優男子学園「道徳・声優男子のココが好き！（小林編）」                                                                             | 木村良平 | 上村祐翔 白井悠介      |
| 第5回    | 4月23日  | 白井プレゼンツ・声優男子登山部！「ボルダリング（前編）」（上村・梅原・小林・白井） 声優男子学園「道徳・声優男子のココが好き！（山本編）」 夜の声優男子（梅原・河本・小林・山本）                                                                   | なし     | なし                   |
| 第6回    | 5月7日   | 白井プレゼンツ・声優男子登山部！「ボルダリング（後編）」（上村・梅原・小林・白井） 声優男子学園「理科・お絵描き動物園（前編）」 夜の声優男子（梅原・河本・小林・山本）                                                                             | なし     | なし                   |
| 第7回    | 5月21日  | 本城プレゼンツ・レトロゲームなりきり実況アテレコバトル！！「野球盤（前編）」（上村・河本・本城・山本） 声優男子学園「理科・お絵描き動物園（後編）」 夜の声優男子（梅原・河本・小林・山本）                                                         | なし     | なし                   |
| 第8回    | 6月4日   | 本城プレゼンツ・レトロゲームなりきり実況アテレコバトル！！「野球盤（後編）」（上村・河本・本城・山本） 白井プレゼンツ・声優男子登山部！「ボルダリング・入部最終テスト」（上村・梅原・小林・白井） 夜の声優男子（完結編）（梅原・河本・小林・山本） | なし     | 本城雄太郎 山本和臣    |
| 第9回    | 6月18日  | サバイバルゲームに挑戦！（前編）（梅原・白井） 先輩と2人きりですが…?「小林裕介×山口勝平」 声優男子学園「英語・連想ゲーム対決（前編）」 | 山口勝平 | なし                   |
| 第10回   | 7月2日   | サバイバルゲームに挑戦！（後編）（梅原・白井） 声優男子学園「英語・連想ゲーム対決（後編）」 先輩と2人きりですが…?「小林裕介×山口勝平」 | 山口勝平 | なし                   |
| 第11回   | 7月16日  | 河本啓佑プレゼンツ・バンジージャンプ早口言葉！（前編）（上村・河本・本城・山本） 先輩と2人きりですが…?「小林裕介×山口勝平」 声優男子学園「道徳・声優男子のココが好き！（上村編）」                                                                 | 山口勝平 | なし                   |
| 第12回   | 7月30日  | サバイバルゲームに挑戦！（延長戦）（梅原・白井） 先輩と2人きりですが…?「小林裕介×山口勝平・完結編」 河本啓佑プレゼンツ・バンジージャンプ早口言葉！（後編）（上村・河本・本城・山本）                                                               | 山口勝平 | 梅原裕一郎 白井悠介    |

シーズン3（2017年）
| 放送回数 | 初放送日 | コーナー | スペシャルナレーション |
| -------- | -------- | --- | ---------------------- |
| 第1回    | 7月12日  | 緊急企画！番組公式グッズを作ろう！知名度向上委員会 和の心を学ぼう同好会「殺陣」（上村・小林・白井・山本）                                                                                     | なし                   |
| 第2回    | 7月26日  | 戦え！声優男子塾「絶叫！ハンドパワー」 ダンディクッキング（梅原・河本・本城・山本） 和の心を学ぼう同好会「殺陣」（上村・小林・白井・山本）                                                    | なし                   |
| 第3回    | 8月9日   | 戦え！声優男子塾「絶叫！ハンドパワー」 ダンディクッキング（梅原・河本・本城・山本） 和の心を学ぼう同好会「殺陣」（上村・小林・白井・山本）                                                    | なし                   |
| 第4回    | 8月23日  | 戦え！声優男子塾「ラン&ジェンガ（前編）」 アンドリューにおまかせ！ミステリーツアー「トランポリン・エクササイズ（前編）」（小林・白井） ダンディクッキング（完結編）（梅原・河本・本城・山本） | 上村祐翔 本城雄太郎    |
| 第5回    | 9月6日   | 魂の1曲カラオケ（河本・小林・山本） 戦え！声優男子塾「ラン&ジェンガ（後編）」 アンドリューにおまかせ！ミステリーツアー「トランポリン・エクササイズ（後編）」（小林・白井）                    | なし                   |
| 第6回    | 9月20日  | 戦え！声優男子塾「伝えろ！ボディトーク（前編）」 魂の1曲カラオケ（河本・小林・山本） アンドリューにおまかせ！ミステリーツアー「台湾式足ツボマッサージ」（小林・白井）                         | なし                   |
| 第7回    | 10月4日  | 梅さんぽ「浅草」（梅原・山本） 戦え！声優男子塾「伝えろ！ボディトーク（後編）」 魂の1曲カラオケ（完結編）（河本・小林・山本）                                                                 | なし                   |
| 第8回    | 10月18日 | 知名度向上委員会「お渡し会イベント」（河本・白井） 戦え！声優男子塾「超イケメンダストシュート（前編）」 ダンディクッキング2（上村・小林・本城・山本） 梅さんぽ「浅草」（梅原・山本）          | 小林裕介 白井悠介      |
| 第9回    | 11月1日  | ダンディクッキング2（上村・小林・本城・山本） 戦え！声優男子塾「超イケメンダストシュート（後編）」 梅さんぽ「浅草」（梅原・山本）                                                             | なし                   |
| 第10回   | 11月15日 | お空を飛びた〜い！（梅原・河本・白井） ダンディークッキング2（上村・小林・本城・山本） 梅さんぽ「浅草」                                                                                       | なし                   |
| 第11回   | 11月29日 | マジックをやってみたい！（上村・小林・本城・山本） 戦え！声優男子塾「大縄飛び」 お空を飛びた～い！（梅原・河本・白井）                                                                        | なし                   |
| 第12回   | 12月13日 | マジックをやってみたい！（上村・小林・本城・山本） 戦え！声優男子塾 | 上村祐翔、河本啓佑     |

シーズン4（2018年 - 2019年）
| 放送回数 | 初放送日 | コーナー                                                                                 | スペシャルナレーション |
| -------- | -------- | ---------------------------------------------------------------------------------------- | ---------------------- |
| 第1回    | 8月26日  | タップダンスをやりた～い♪（河本・山本） 夜の声優男子（上村・河本・本城）                 | なし                   |
| 第2回    | 9月30日  | 声優忍法帖（河本・小林・本城） しらさんぽ（白井・山本）                                  | なし                   |
| 第3回    | 10月28日 | Wゆうすけ真剣5番勝負！（小林・白井） 最年長バヤシをおもてなし♪（上村・小林・本城・山本） | なし                   |
| 第4回    | 1月27日  | 台湾に来ちゃったよSP（前編）                                                             | なし                   |
| 第5回    | 2月24日  | 台湾に来ちゃったよSP（後編） ゆるゆる声優男子になろう～♪（上村・小林・本城・山本）       | なし                   |
| 第6回    | 3月31日  | 声優男子ですが…?メンバーでドッキリをやってみた～い！ 仲良しさんぽ（梅原・白井）          | なし                   |

### 特別番組
| 初放送日       | イベント開催日 | タイトル                                           | ゲスト                     | スペシャルナレーション |
| -------------- | -------------- | -------------------------------------------------- | -------------------------- | ---------------------- |
| 2016年12月24日 | 2016年11月27日 | 声優男子ですが…? スペシャル参観日ですが…?          | なし                       | 白井悠介 山本和臣      |
| 2017年4月22日  | なし           | 声優男子ですが…? 先輩と2人きりですが…? スペシャル! | 豊永利行 福山潤            | 小林裕介 本城雄太郎    |
| 2017年4月29日  | なし           | 声優男子ですが…? 先輩と2人きりですが…? スペシャル! | 興津和幸 杉田智和 中村悠一 | 小林裕介 本城雄太郎    |
| 2019年12月24日 | 2019年8月18日  | 声優男子の夏休みですが…？                          | 林幸矢 古沢勇人            | なし                   |
| 2021年11月30日 | 2021年10月31日 | 声優男子の!「七人の妖」文化祭ですが…?              | なし                       | なし                   |

## 劇場版
2020年2月14日より『劇場版 声優男子ですが…？ ～これからの声優人生の話をしよう～ 』がシネ・リーブル池袋ほかにて公開。
キャッチコピーは「僕たちがそろえば、無敵だ。」。
ムビチケ前売り券は2019年12月25日から発売され、購入特典として特製ポストカード全7種がランダムでプレゼントされた。

### スタッフ
- 企画プロデュース - 服部洋之（ファミリー劇場）
- プロデューサー - 斎藤充崇、福田昌彦
- 宣伝 - 眞野りん、小柳大侍
- 監督 - 鈴木あゆみ
- 脚本 - 奈佐はぢめ、ゴージャス染谷
- 撮影 - 倉島健一
- 録音 - 石井博文
- 照明 - 石井久友
- 主題歌 - 「7人の妖 with 特撮」（EVIL LINE RECORDS）
- 製作・配給 - 東北新社
- 提供 - ファミリー劇場

## 七人の妖
番組内企画から誕生したオリジナル妖怪キャラクター。声優男子メンバー7人がそれぞれ設定を考案し、イラストレーターのさらちよみがキャラクターデザインを手掛けた。

### キャラクター
めいてぃむ
声 - 上村祐翔
犬神。抹茶が大好物で、いつも骨を口に乗せている。
狗天（ぐてん）
声 - 梅原裕一郎
天狗。博識で知識を披露したがるが、その度に鼻が伸びる。
黒木天子（くろきてんこ）
声 - 河本啓佑
黒狐。失われし国の王子であり、丁寧な口調で喋る。
幽（ゆう）
声 - 小林裕介
座敷童。常に日本人形のハツ（小林が二役）を抱いている。人の願いを叶える度に代償がいる。
しろー
声 - 白井悠介
白狐。常に飄々とした態度で嘘を吐く。二重人格で冷酷な性格の「くろ」が存在する。
ぽんたろ
声 - 本城雄太郎
化け狸。ひねくれ者で、いつも頭に化学辞書を乗せている。
ちぇるた
声 - 山本和臣
猫又。関西弁で喋り、ミルクティーが大好物。

### ななにんのあやかし -ちみちみ魍魎！！現代物語-
2016年12月から2017年1月までファミリー劇場にて放送されたショートアニメ。全8話。なお、キャラクターはデフォルメ化されている。

#### スタッフ
- 企画 - 佐々木あづさ
- キャラクター原案 - さらちよみ
- シナリオ - 中野守
- 作画 - 堤心平
- 背景 - 藤岡早苗
- キャラクターデザイン - KOKU
- ロゴデザイン - 本郷純
- 音響制作 - 山本航平
- 広報 - 久保美和子
- 編成 - 服部洋之
- 制作担当 - 福元勇樹
- プロデューサー - 斎藤充崇、鷹木純一
- アニメプロデューサー - 齋藤雅弘
- 監督 - 國領恵実香
- アニメーション制作 - DLE
- 製作・著作 - 東北新社

#### 放送リスト
| 話数  | 放送日   | タイトル       |
| ----- | -------- | -------------- |
| 第1話 | 12月4日  | 雑学王対決！！ |
| 第2話 | 12月11日 | 読書好きの二人 |
| 第3話 | 12月18日 | 幽の人形       |
| 第4話 | 12月25日 | 占い           |
| 第5話 | 1月8日   | 料理対決！！   |
| 第6話 | 1月15日  | 憧れ           |
| 第7話 | 1月22日  | 入れ替わり？   |
| 第8話 | 1月29日  | 漆黒の使い魔   |

### ドラマCD
2020年10月23日に「七人の妖」ドラマCD化が新プロジェクトとして始動。それに伴い、2020年11月1日よりファミリー劇場公式YouTubeとファミリー劇場CLUBにて『声優男子の！「七人の妖」ドラマCDプロジェクトですが…？』が配信されている。
2021年3月5日に、楽曲「7人の妖」も収録したドラマCDが発売された。

#### あらすじ
とある大陸。妖怪と人間が暮らす世界。
互いは隠れ、畏れ合い、しかしある時は密接しながら隣り合って平和に生きている。そんな大陸で、互いの存在も知らず、それぞれの暮らしを営む7人の妖怪たち。当たり前に流れていく「ありふれた幸せな日々」を享受しながら、こんな日常がこれからも続いていくのだと信じて疑わずにいた。
だがある時を境に、その日常は崩れ始める。大陸のあちこちで現れた謎の『悪意』。時に人の姿で、時に影のように。実態を持たないそれは、人々と妖怪の大切なものを奪っていく。ある者は友を、ある者は故郷の国を、ある者は尊厳を‥‥。
これまでの世界が激変する中、『悪意』によって大切なものを喪失した7人の妖怪たちが取った選択とは――

#### キャスト
- めいてぃむ - 上村祐翔
- 狗天 - 梅原裕一郎
- 黒木天子 - 河本啓佑
- 幽 - 小林裕介
- しろー - 白井悠介
- ぽんたろ - 本城雄太郎
- ちぇるた - 山本和臣
- アンドリュー - 諏訪部順一

##### その他出演者
- めいてぃむ編：高梨謙吾、武田幸史、最上嗣生
- 狗天編：野口瑠璃子、柴野嵩大、武田幸史、住谷哲栄、林大地
- 黒木天子編：斉藤壮馬、白川周作、山本格、広瀬竜一
- 幽編：天﨑滉平、長野伸二、塙英子
- しろー編：種﨑敦美、葉瀬ふみの、山本兼平、武田幸史、モアイ岩下
- ぽんたろ編：西村知道、三村ゆうな、武田幸史、中西正樹、烏田裕志、虎島貴明、古沢勇人、渡辺ゆかり
- ちぇるた編：川井田夏海、西川侑津佳、武田幸史

| 発売日       | タイトル             | 規格品番 |
| ------------ | -------------------- | -------- |
| 2021年3月5日 | ドラマCD「七人の妖」 | MVC-63   |

## スタッフ
| 企画                 | 佐々木あづさ |
| 構成                 | パイロット版、シーズン1 - 2：川野将一 シーズン3 - 4：奈佐はぢめ |
| TD                   | パイロット版:小嶋尚 |
| CAM                  | パイロット版:田代和也、大森隆晴、木口泰志 シーズン1：大森隆晴、汐田圭一、倉島健一 シーズン2：倉島健一、山下義人 シーズン3：倉島健一 シーズン4：倉島健一、川島孝夫                                                     |
| VE                   | パイロット版:萩原謙一 シーズン1：笹川圭佑、浅川潤、石井博文 シーズン2 - 3：石井博文 シーズン4：石井博文、内田丈也 |
| MIX                  | パイロット版、シーズン1：小松正隆 |
| AUD                  | パイロット版：渡辺州美雄 |
| CA                   | シーズン4：関本敦史 |
| EED                  | パイロット版:東口智大 シーズン1：濱田喜代則、田中直人、阪野秀行、村田禅、梅本大介 シーズン2：稲垣浩二、赤川吉則、三浦淳、安田祐二、田中直人、濱田喜代則 シーズン3：篠原一瑞、八木幹治、梅本大介 シーズン4：梅本大介   |
| MA                   | パイロット版:八木幹治 シーズン1：塚本啓介、西村善雄、渕野あゆみ シーズン2：井上智代、千田庸子、坂本龍平、西村善雄、小川るみ、田邊雅之 シーズン3：古田正人、東口智大 シーズン4：坂本龍平、水野貴浩、松岡洋一、西村善雄 |
| 音響効果             | 浅井孟義 |
| 技術協力             | パイロット版、シーズン1：オムニバス・ジャパン、エヌ・エス・ティー シーズン2：オムニバス・ジャパン、from r. シーズン3 - 4：fps Progress、イメージランド、オムニバス・ジャパン                                          |
| 美術協力             | パイロット版、シーズン1 - 2：フジアール |
| ヘアメイク           | パイロット版:西尾さゆり、大澤ねね シーズン1 - 4：アートメイク・トキ |
| 企画協力             | シーズン3：movic |
| 広報                 | パイロット版、シーズン1 - 2：久保美和子 シーズン3：久保美和子、川瀬彬揮、眞野りん シーズン4：川瀬彬揮、眞野りん |
| AD                   | パイロット版:西尾智仁、戸島美帆 シーズン1：西尾智仁、松下幾子、戸島美帆、浅田浩輝、井澤祐香 シーズン2：井澤祐香、宮田耕介 シーズン3：川島達樹、太田秀 シーズン4：足立力也、吹上輝、吹上未来                           |
| AP                   | シーズン1 - 2：福田昌彦 |
| ディレクター         | パイロット版:藤本和幸 シーズン1：山本真乃介、藤本和幸、鈴木あゆみ シーズン2：鈴木あゆみ シーズン3：日馬太郎、木村敦 シーズン4：日馬太郎                                                                               |
| 演出                 | パイロット版、シーズン1 - 2：阿部裕 シーズン3 - 4：鈴木あゆみ |
| プロデューサー       | パイロット版:今村みづき、大屋光子、鈴木康正 シーズン1：今村みづき、鈴木康正、斎藤充崇 シーズン2：斎藤充崇、鈴木康正 シーズン3 - 4：斎藤充崇、福田昌彦                                                                 |
| チーフプロデューサー | 服部洋之 |
| 制作協力             | ローリング |
| 製作著作             | 東北新社 |

## DVD
シーズン2
| 巻数  | 収録話数   | 発売日         |
| ----- | ---------- | -------------- |
| 第1巻 | 第1 - 4回  | 2016年10月21日 |
| 第2巻 | 第5 - 8回  | 2016年11月18日 |
| 第3巻 | 第9 - 12回 | 2016年12月16日 |

劇場版
| 品名                                                       | 発売日        | 収録内容 |  |
| ---------------------------------------------------------- | ------------- | --- |  |
| 劇場版 声優男子ですが…? ～これからの声優人生の話をしよう～ | 2020年7月10日 | 本編 「劇場版 声優男子ですが…? ～これからの声優人生の話をしよう～」特典映像 特典映像 「全7種封入! 本編未公開映像」「アンドリューからの上映前特別コメント」「予告編集」 |  |